# Ƴ
Ƴ ، ƴ یکی از حروف الفبای لاتین است. ساختار این حرف ترکیبی از Y به همراه یک قلاب است. از این نویسه در برخی زبان‌های آفریقایی مانند زبان هوسه (در نیجر) و زبان پول (در آفریقای غربی) استفاده‌شده و نشان‌دهندهٔ بست چاکنایی است.